# Crocanthemum pringlei
Crocanthemum pringlei är en solvändeväxtart som beskrevs av Janchen. Crocanthemum pringlei ingår i släktet Crocanthemum och familjen solvändeväxter. Inga underarter finns listade i Catalogue of Life.